# Plazmolýza

Schéma turgoru. Vlevo plazmolýza, uprostřed normální stav v izotonickém prostředí, vpravo plazmoptýza.

Plazmolýza je osmotický jev, který spočívá v osmotické ztrátě vody z rostlinné buňky, která se nachází v hypertonickém prostředí (prostředí s větším osmotickým potenciálem než vakuoly dané buňky). Dochází k proudění vody směrem ven z buňky, ve směru spádu vodního potenciálu.
V takovémto hypertonickém prostředí má buňka tendenci vyrovnat koncentraci, a tak se voda z buňky dostává do prostředí, čímž se buňka vysušuje. Dochází k odchlípení buněčné membrány od buněčné stěny. V počátečních fázích je plazmolýza vratným dějem (dochází k deplazmolýze), později může vést až k buněčné smrti.